# Johann Baptist Tuttiné

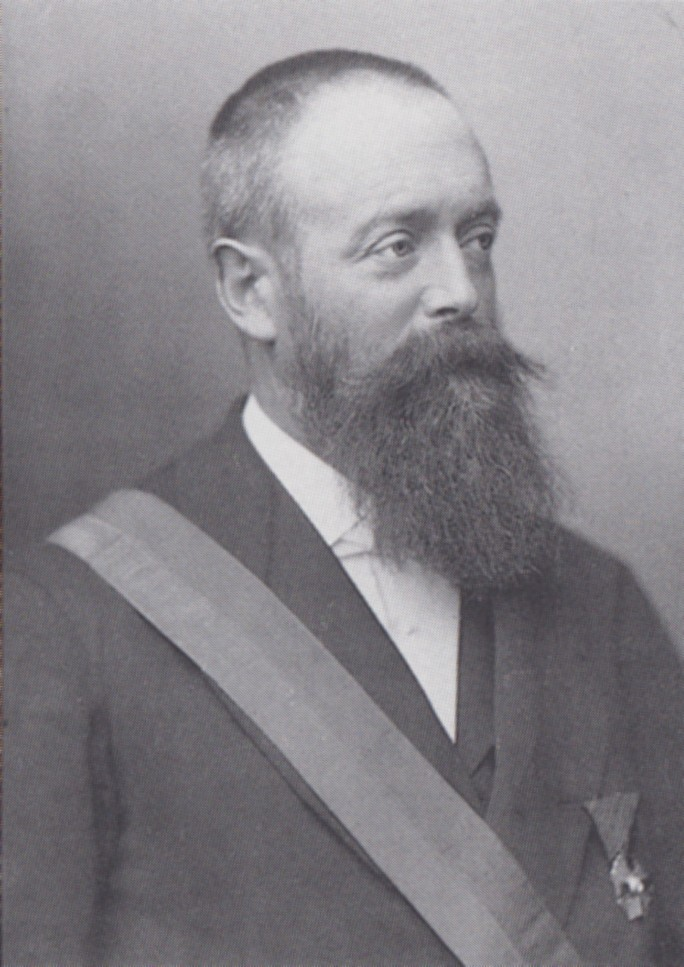
Johann Baptist Tuttiné

Johann Baptist Tuttiné (* 3. Juli 1838 in Bräunlingen; † 23. August 1889 in Karlsruhe) war ein deutscher Maler, der sich auf die Trachtenmalerei spezialisierte.

## Leben
Johann Baptist Tuttiné war Sohn eines kinderreichen Schuhmachers und wurde frühzeitig Waise. Wie einige andere Schwarzwaldmaler betätigte sich Tuttiné zunächst als Uhrenschildmaler. Er studierte an der Kunstakademie Karlsruhe von 1862 bis 1866, 1869 bis 1871 und 1878/79. Später widmete er sich der Genremalerei und spezialisierte sich dann auf Trachtenmalerei.
Anlässlich der Silberhochzeit von Großherzog Friedrich I. von Baden und seiner Frau Luise, sowie der Hochzeit von deren Tochter, Viktoria von Baden, mit dem Kronprinzen Gustav von Schweden und Norwegen 1881 erhielt Tuttiné von der Stadt Karlsruhe den Auftrag, einen Trachtenfestzug zu organisieren, der die sechste Abteilung eines großen Festzuges bildete.
Nach dem Erfolg der Veranstaltung wurde er vom Großherzog beauftragt, den Trachtenumzug zu malen. Am 26. September 1885 veranstaltete die Stadt Karlsruhe anlässlich des Einzugs des frisch vermählten Erbgroßherzogs Friedrich und seiner Frau, Prinzessin Hilda von Nassau wiederum einen Trachtenfestumzug, mit dessen Organisation man auch wieder Tuttiné betraute. Die Beteiligung war mit 1060 Trachtenträgern deutlich größer als 1881.
Als Hauptwerk von Tuttiné gilt das Ölgemälde Goldene Hochzeit, das er im Auftrag des Großherzogs nach dem Karlsruher Festzug von 1881 erstellte. Im Zuge der Vorbereitungsarbeiten entstanden auch eine Anzahl von Ölskizzen, die hauptsächlich Hotzenwälder Trachten zeigten. Er starb mitten in der Arbeit an einem Schlaganfall. Die Gemälde von der grünen und silbernen Hochzeit erstellte nach dem Tod von Tuttiné Heinrich Issel (1854–1934).
In seinem Nachruf wird er als „der beste Kenner der badischen Trachten und der badischen Trachtenkunde“ bezeichnet. In seinem Testament verfügte, dass seine „große Sammlung von Kostümen (Landestrachten), ebenso der Studien, Trachten und Interieurs alter Schwarzwaldstuben“ möglichst an die großherzoglichen Sammlungen verkauft werden sollten. Der Bestand ist heute im Badischen Landesmuseum Karlsruhe enthalten, wobei eine Identifikation der Stücke aus Tuttinés Sammlung nicht mehr möglich ist.